# Julien Paschal
Julien Paschal est un acteur, batteur et ingénieur du son belge, né le 16 octobre 1977 en Belgique.

## Biographie
Il est sorti diplômé ingénieur du son de l'Institut des arts de diffusion (IAD) de Louvain-la-Neuve en 2000.

### Sharko
En 2001 il passe des auditions, et devient jusqu'en 2008 le batteur du groupe belge de pop et rock alternatif Sharko. 
Le groupe remporte deux Octaves de la Musique en 2007, pour le meilleur album rock belge francophone et le groupe rock de l'année. 

### Cinéma et télévision
En 2019, il passe quelques mois chez son frère à Barcelone, suit des cours de comédie, et s'inscrit dans un agence de castings. Il décroche ses premiers contrats pour de la pub, pour la télévision en 2020 avec la série Antidisturbios, et pour le cinéma en 2022 avec le film Un an, une nuit.
En juillet 2022, son agence lui demande de se préparer pour une audition sans lui donner beaucoup de précisions sur le projet final. Ce n'est que quelques semaines plus tard qu'il apprend qu'il a décroché un rôle dans Berlin, une préquelle de la série dérivée La casa de papel, pour incarner François Polignac, le directeur d'une grande maison de vente ou sont entreposés des diamants convoités par Berlin.
Pour 2024, il est annoncé au casting de la mini-série télévisée française Zorro, avec Jean Dujardin, André Dussollier et François Damiens, qui est prévue pour fin 2024 sur France 2.

### Vie privée
Il est actuellement en couple avec l’animatrice de la RTBF Cathy Immelen.

## Filmographie

### Cinéma
- 2019 : Ojos de neón d'Adam Yadlovskyi, court métrage
- 2022 : Un an, une nuit (Un año, una noche) d'Isaki Lacuesta

### Télévision
- 2020 : Antidisturbios : Hervé
- 2023 : Berlin : François Polignac
- 2024 : Zorro

### Clip musical
- 2018 : Tout oublier d'Angèle et Roméo Elvis
- 2024 : Tissue of Lies d'Adam Wiltzie